# Llista d'espècies de leptonètids
Llista d'espècies de leptonètids una família d'aranyes araneomorfes descrita per primera vegada per Eugène Simon l'any 1890. Es troben distribuïdes per la zona del Mediterrani, Àsia Oriental, Amèrica Central i els EUA. La llista conté la informació recollida fins al 28 d'octubre de 2006, i són citats 15 gèneres i 200 espècies.

## Gèneres i espècies

### Appaleptoneta
Appaleptoneta Platnick, 1986
- Appaleptoneta barrowsi (Gertsch, 1974) (EUA)
- Appaleptoneta coma (Barrows, 1940) (EUA)
- Appaleptoneta credula (Gertsch, 1974) (EUA)
- Appaleptoneta fiskei (Gertsch, 1974) (EUA)
- Appaleptoneta gertschi (Barrows, 1940) (EUA)
- Appaleptoneta jonesi (Gertsch, 1974) (EUA)
- Appaleptoneta silvicultrix (Crosby & Bishop, 1925) (EUA)

### Archoleptoneta
Archoleptoneta Gertsch, 1974
- Archoleptoneta arganoi (Brignoli, 1974) (Mèxic)
- Archoleptoneta garza Gertsch, 1974 (EUA)
- Archoleptoneta obscura Gertsch, 1974 (Mèxic)
- Archoleptoneta schusteri Gertsch, 1974 (EUA)
- Archoleptoneta stridulans Platnick, 1994 (Panamà)

### Barusia
Barusia Kratochvíl, 1978
- Barusia hofferi (Kratochvíl, 1935) (Montenegro)
- Barusia insulana (Kratochvíl & Miller, 1939) (Croàcia)
- Barusia korculana (Kratochvíl & Miller, 1939) (Croàcia)
- Barusia laconica (Brignoli, 1974) (Grècia)
- Barusia maheni (Kratochvíl & Miller, 1939) (Croàcia)

### Calileptoneta
Calileptoneta Platnick, 1986
- Calileptoneta briggsi Ledford, 2004 (EUA)
- Calileptoneta californica (Banks, 1904) (EUA)
- Calileptoneta cokendolpheri Ledford, 2004 (EUA)
- Calileptoneta helferi (Gertsch, 1974) (EUA)
- Calileptoneta noyoana (Gertsch, 1974) (EUA)
- Calileptoneta oasa (Gertsch, 1974) (EUA)
- Calileptoneta sylva Chamberlin & Ivie, 1942 (EUA)
- Calileptoneta ubicki Ledford, 2004 (EUA)
- Calileptoneta wapiti (Gertsch, 1974) (EUA)

### Cataleptoneta
Cataleptoneta Denis, 1955
- Cataleptoneta aesculapii (Brignoli, 1968) (Turquia)
- Cataleptoneta edentula Denis, 1955 (Lebanon)
- Cataleptoneta sbordonii (Brignoli, 1968) (Turquia)
- Cataleptoneta sengleti (Brignoli, 1974) (Creta)

### Falcileptoneta
Falcileptoneta Komatsu, 1970
- Falcileptoneta amakEUAensis Irie & Ono, 2005 (Japó)
- Falcileptoneta asuwana (Nishikawa, 1981) (Japó)
- Falcileptoneta caeca Yaginuma, 1972 (Japó)
- Falcileptoneta gotoensis Irie & Ono, 2005 (Japó)
- Falcileptoneta higoensis (Irie & Ono, 2003) (Japó)
- Falcileptoneta inabensis (Nishikawa, 1982) (Japó)
- Falcileptoneta iriei (Komatsu, 1967) (Japó)
- Falcileptoneta japonica (Simon, 1893) (Japó)
- Falcileptoneta kugoana (Komatsu, 1961) (Japó)
- Falcileptoneta melanocomata (Komatsu, 1961) (Japó)
- Falcileptoneta musculina (Komatsu, 1961) (Japó)
- Falcileptoneta okinawaensis Komatsu, 1972 (Okinawa)
- Falcileptoneta satsumaensis Irie & Ono, 2005 (Japó)
- Falcileptoneta soboensis Irie & Ono, 2005 (Japó)
- Falcileptoneta speciosa (Komatsu, 1957) (Japó)
- Falcileptoneta striata (Oi, 1952) (Japó)
  - Falcileptoneta striata fujisana Yaginuma, 1972 (Japó)
- Falcileptoneta tofacea Yaginuma, 1972 (Japó)
- Falcileptoneta tsushimensis (Yaginuma, 1970) (Japó)
- Falcileptoneta uenoi (Taginuma, 1963) (Japó)
- Falcileptoneta usihanana (Komatsu, 1961) (Japó)
- Falcileptoneta yamauchii (Nishikawa, 1982) (Japó)
- Falcileptoneta zenjoenis (Komatsu, 1965) (Japó)

### Leptoneta
Leptoneta Simon, 1872
- Leptoneta abeillei Simon, 1882 (Espanya, França)
- Leptoneta alpica Simon, 1882 (França)
- Leptoneta anocellata Chen, Zhang & Song, 1986 (Xina)
- Leptoneta arquata Song & Kim, 1991 (Xina)
- Leptoneta berlandi MaTxado & Ribera, 1986 (Portugal)
- Leptoneta brunnea Gertsch, 1974 (Mèxic)
- Leptoneta cavalairensis Dresco, 1987 (França)
- Leptoneta changlini Zhu & Tso, 2002 (Taiwan)
- Leptoneta ciaisensis Dresco, 1987 (França)
- Leptoneta comasi Ribera, 1978 (Espanya)
- Leptoneta condei Dresco, 1987 (França)
- Leptoneta conimbricensis MaTxado & Ribera, 1986 (Portugal)
- Leptoneta convexa Simon, 1872 (França)
  - Leptoneta convexa aulotensis Dresco, 1990 (França)
- Leptoneta coreana Paik & Namkung, 1969 (Corea)
- Leptoneta Còrsega Fage, 1943 (Còrsega)
- Leptoneta crypticola Simon, 1907 (França)
  - Leptoneta crypticola franciscoloi Caporiacco, 1950 (Itàlia)
  - Leptoneta crypticola simplex Fage, 1913 (França)
- Leptoneta fagei Simon, 1914 (França)
- Leptoneta falcata Chen, Gao & Zhu, 2000 (Xina)
- Leptoneta fouresi Dresco, 1979 (França)
- Leptoneta handeulgulensis Namkung, 2002 (Corea)
- Leptoneta hangzhouensis Chen, Shen & Gao, 1984 (Xina)
- Leptoneta hogyegulensis Paik & Namkung, 1969 (Corea)
- Leptoneta hongdoensis Paik, 1980 (Corea)
- Leptoneta huanglongensis Chen, Zhang & Song, 1982 (Xina)
- Leptoneta huisunica Zhu & Tso, 2002 (Taiwan)
- Leptoneta hwanseonensis Namkung, 1987 (Corea)
- Leptoneta infuscata Simon, 1872 (Espanya, França, Mallorca)
  - Leptoneta infuscata ovetana MaTxado, 1939 (Espanya)
- Leptoneta insularis Roewer, 1953 (Sardenya)
- Leptoneta jangsanensis Seo, 1989 (Corea)
- Leptoneta jeanneli Simon, 1907 (França)
- Leptoneta kernensis Simon, 1910 (Algèria)
- Leptoneta lantosquensis Dresco, 1987 (França)
- Leptoneta leucophthalma Simon, 1907 (Espanya)
- Leptoneta lingqiensis Chen, Shen & Gao, 1984 (Xina)
- Leptoneta maculosa Song & Xu, 1986 (Xina)
- Leptoneta manca Fage, 1913 (França)
- Leptoneta miaoshiensis Chen & Zhang, 1993 (Xina)
- Leptoneta microdonta Xu & Song, 1983 (Xina)
- Leptoneta microphthalma Simon, 1872 (França)
- Leptoneta monodactyla Yin, Wang & Wang, 1984 (Xina)
- Leptoneta namhensis Paik & Seo, 1982 (Corea)
- Leptoneta nigrabdomina Zhu & Tso, 2002 (Taiwan)
- Leptoneta olivacea Simon, 1882 (França)
- Leptoneta paikmyeonggulensis Paik & Seo, 1984 (Corea)
- Leptoneta paroculus Simon, 1907 (Espanya)
- Leptoneta patrizii Roewer, 1953 (Sardenya)
- Leptoneta proserpina Simon, 1907 (França)
- Leptoneta sandra Gertsch, 1974 (EUA)
- Leptoneta secula Namkung, 1987 (Corea)
- Leptoneta serbariuana Roewer, 1953 (Sardenya)
- Leptoneta simboggulensis Paik, 1971 (Corea)
- Leptoneta soryongensis Paik & Namkung, 1969 (Corea)
- Leptoneta spinipalpus Kim, Lee & Namkung, 2004 (Corea)
- Leptoneta taeguensis Paik, 1985 (Corea)
- Leptoneta taiwanensis Zhu & Tso, 2002 (Taiwan)
- Leptoneta taizhensis Chen & Zhang, 1993 (Xina)
- Leptoneta taramellii Roewer, 1956 (Sardenya)
- Leptoneta trabucensis Simon, 1907 (França)
- Leptoneta trispinosa Yin, Wang & Wang, 1984 (Xina)
- Leptoneta tunxiensis Song & Xu, 1986 (Xina)
- Leptoneta unispinosa Yin, Wang & Wang, 1984 (Xina)
- Leptoneta vittata Fage, 1913 (França)
- Leptoneta waheulgulensis Namkung, 1991 (Corea)
- Leptoneta xui Chen, Gao & Zhu, 2000 (Xina)
- Leptoneta yebongsanensis Kim, Lee & Namkung, 2004 (Corea)
- Leptoneta yongdamgulensis Paik & Namkung, 1969 (Corea)
- Leptoneta yongyeonensis Seo, 1989 (Corea)

### Leptonetela
Leptonetela Kratochvíl, 1978
- Leptonetela andreevi Deltshev, 1985 (Grècia)
- Leptonetela caucasica Dunin, 1990 (Geòrgia, Azerbaijan)
- Leptonetela deltshevi (Brignoli, 1979) (Turquia)
- Leptonetela kanellisi (Deeleman-Reinhold, 1971) (Grècia)
- Leptonetela strinatii (Brignoli, 1976) (Grècia)
- Leptonetela thracia Gasparo, 2005 (Grècia)

### Masirana
Masirana Kishida, 1942
- Masirana abensis (Kobayashi, 1973) (Japó)
- Masirana akahanei Komatsu, 1963 (Japó)
- Masirana akiyoshiensis (Oi, 1958) (Japó)
  - Masirana akiyoshiensis imperatoria Komatsu, 1974 (Japó)
  - Masirana akiyoshiensis kagekiyoi Komatsu, 1974 (Japó)
  - Masirana akiyoshiensis primocreata Komatsu, 1974 (Japó)
- Masirana bandoi (Nishikawa, 1986) (Japó)
- Masirana chibEUAna (Irie, 2000) (Japó)
- Masirana cinevacea Kishida, 1942 (Japó)
- Masirana glabra (Komatsu, 1957) (Japó)
- Masirana kawasawai (Komatsu, 1970) (Japó)
- Masirana kinoshitai (Irie, 2000) (Japó)
- Masirana kosodeensis Komatsu, 1963 (Japó)
- Masirana kuramotoi Komatsu, 1974 (Japó)
- Masirana kyokoae Yaginuma, 1972 (Japó)
- Masirana longimana Yaginuma, 1970 (Japó)
- Masirana longipalpis Komatsu, 1972 (Okinawa)
- Masirana mizonokuchiensis Irie & Ono, 2005 (Japó)
- Masirana nippara Komatsu, 1957 (Japó)
- Masirana silvicola (Kobayashi, 1973) (Japó)
- Masirana taioensis Irie & Ono, 2005 (Japó)
- Masirana taraensis Irie & Ono, 2005 (Japó)

### Neoleptoneta
Neoleptoneta Brignoli, 1972
- Neoleptoneta alabama (Gertsch, 1974) (EUA)
- Neoleptoneta anopica (Gertsch, 1974) (EUA)
- Neoleptoneta apachea (Gertsch, 1974) (EUA)
- Neoleptoneta archeri (Gertsch, 1974) (EUA)
- Neoleptoneta arkansa (Gertsch, 1974) (EUA)
- Neoleptoneta blanda (Gertsch, 1974) (EUA)
- Neoleptoneta bonita (Gertsch, 1974) (Mèxic)
- Neoleptoneta bullis Cokendolpher, 2004 (EUA)
- Neoleptoneta caliginosa Brignoli, 1977 (Mèxic)
- Neoleptoneta capilla (Gertsch, 1971) (Mèxic)
- Neoleptoneta chisosea (Gertsch, 1974) (EUA)
- Neoleptoneta coeca (Chamberlin & Ivie, 1942) (EUA)
- Neoleptoneta concinna (Gertsch, 1974) (EUA)
- Neoleptoneta delicata (Gertsch, 1971) (Mèxic)
- Neoleptoneta devia (Gertsch, 1974) (EUA)
- Neoleptoneta furtiva (Gertsch, 1974) (EUA)
- Neoleptoneta Geòrgia (Gertsch, 1974) (EUA)
- Neoleptoneta isolata (Gertsch, 1971) (Mèxic)
- Neoleptoneta iviei (Gertsch, 1974) (EUA)
- Neoleptoneta limpida (Gertsch, 1974) (Mèxic)
- Neoleptoneta microps (Gertsch, 1974) (EUA)
- Neoleptoneta modica (Gertsch, 1974) (Mèxic)
- Neoleptoneta myopica (Gertsch, 1974) (EUA)
- Neoleptoneta novaegalleciae Brignoli, 1979 (EUA)
- Neoleptoneta paraconcinna Cokendolpher & Reddell, 2001 (EUA)
- Neoleptoneta pecki (Gertsch, 1971) (Mèxic)
- Neoleptoneta rainesi (Gertsch, 1971) (Mèxic)
- Neoleptoneta reclEUA (Gertsch, 1971) (Mèxic)
- Neoleptoneta serena (Gertsch, 1974) (EUA)
- Neoleptoneta uvaldea (Gertsch, 1974) (EUA)
- Neoleptoneta valverdae (Gertsch, 1974) (EUA)

### Paraleptoneta
Paraleptoneta Fage, 1913
- Paraleptoneta bellesi Ribera & Lopez, 1982 (Tunísia)
- Paraleptoneta spinimana (Simon, 1884) (Algèria, Itàlia)

### Protoleptoneta
Protoleptoneta Deltshev, 1972
- Protoleptoneta baccettii (Brignoli, 1979) (Itàlia)
- Protoleptoneta beroni Deltshev, 1977 (Bulgària)
- Protoleptoneta bulgarica Deltshev, 1972 (Bulgària)
- Protoleptoneta italica (Simon, 1907) (França, Itàlia, Àustria)

### Sulcia
Sulcia Kratochvíl, 1938
- Sulcia armata Kratochvíl, 1978 (Montenegro)
- Sulcia cretica Fage, 1945 (Creta)
  - Sulcia cretica lindbergi Dresco, 1962 (Grècia)
  - Sulcia cretica violacea Brignoli, 1974 (Grècia)
- Sulcia inferna Kratochvíl, 1938 (Croàcia)
- Sulcia mirabilis Kratochvíl, 1938 (Montenegro)
- Sulcia montenegrina (Kratochvíl & Miller, 1939) (Montenegro)
- Sulcia nocturna Kratochvíl, 1938 (Croàcia)
- Sulcia occulta Kratochvíl, 1938 (Bòsnia-Hercegovina)
- Sulcia orientalis (Kulczyn'ski, 1914) (Bòsnia-Hercegovina)

### Teloleptoneta
Teloleptoneta Ribera, 1988
- Teloleptoneta synthetica (Matxado, 1951) (Portugal)